# Histoires de la forêt viennoise
Histoires de la forêt viennoise (Geschichten aus dem Wienerwald) ou Légendes de la forêt viennoise est une célèbre valse composée par Johann Strauss II en 1868, référencée sous l'opus 325.

## Histoire

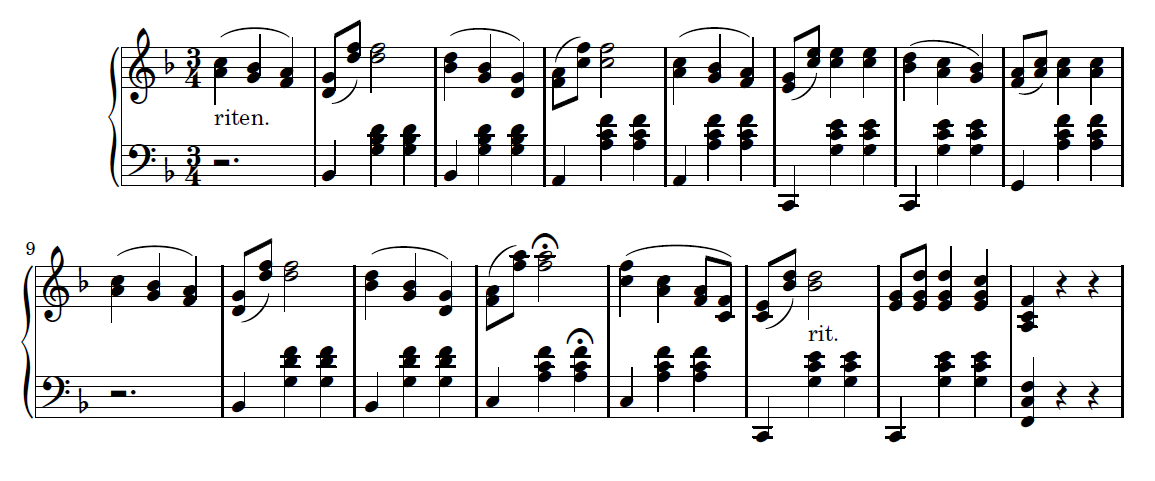
Partition (partie de cithare)

L'introduction de la composition amène à la mélodie principale par un solo de cithare et à la fin de la valse.

## Postérité
La pièce est souvent jouée lors du célèbre concert du nouvel an à Vienne : en 1940 (Clement Kraus), 1945 (Clement Kraus), 1953 (Clement Kraus), 1957 (Willi Boskovsky), 1959 (Willi Boskovsky), 1964 (Willi Boskovsky), 1974 (Willi Boskovsky), 1983 (Lorin Maazel), 1990 (Zubin Mehta), 1994 (Lorin Maazel), 1999 (Lorin Maazel), 2005 (Lorin Maazel), 2014 (Daniel Barenboim) et 2018 (Riccardo Mutti).